# Épisodes d'Angel from Hell
Cet article présente le guide des épisodes de la série télévisée américaine Angel from Hell.

## Généralités
- Aux États-Unis, la saison est diffusée depuis le 7 janvier 2016[1] sur le réseau CBS. Elle a été annulée après cinq épisodes.
- Au Canada, les cinq premiers épisodes de la saison ont été diffusés le lendemain de la diffusion américaine sur le réseau Global[2]. Les épisodes suivants sont inédits.

## Distribution

### Acteurs principaux
- Jane Lynch (VF : Josiane Pinson) : Amy
- Maggie Lawson (VF : Laura Blanc) : Allison
- Kevin Pollak : Marv
- Kyle Bornheimer : Brad

### Acteurs récurrents et invités
- Liza Lapira (VF : Jade Phan-Gia) : Jill
- Constance Marie : Linda

## Épisodes

### Épisode 1:Magicienne!
- États-Unis : 7 janvier 2016[1] sur CBS
- Canada : 8 janvier 2016 sur Global
- Belgique : 6 mai 2018 sur Club RTL

- États-Unis : 8,13 millions de téléspectateurs[3] (première diffusion)

- David Denman (Evan)
- Liza Lapira (Jill)
- Andrea Rosen (Elise)
- Peter Banifaz (Berry Guy)
- B.J. Tanner (Kid)
- Jud Williford (Wally Jarvis)
- Kevin Christy (Neighbor)

### Épisode 2:La pire meilleure amie
- États-Unis : 14 janvier 2016 sur CBS
- Canada : 15 janvier 2016 sur Global
- Belgique : 13 mai 2018 sur Club RTL

- États-Unis : 6,99 millions de téléspectateurs[4] (première diffusion)

- Joey McIntyre (Joey McIntyre)
- David Denman (Evan)
- Ginger Gonzaga (Kelly)
- Jon Dore (Hank)
- Rodney J. Hobbs (Manager)
- Debra Cardona (Bus Driver)
- Jon Huck (School Bus)
- Ely Henry (Troy)
- Debra Wilson (Pam)
- Ian Gomez (Oyster King)
- Diora Baird (Brandi)
- Jonathan Togo (Gavin)
- Greg Cromer (Travis)
- Kaliko Kauahi (Jackie)
- Marcus Folmar (Reggie)
- Charles Emmett (Gerald)
- Frank Pacheco (Chris)
- John William Young (Bearded Clerk)
- Henry Zebrowski (Phillip)

### Épisode 3:Nouvelle vie
- États-Unis : 21 janvier 2016 sur CBS
- Canada : 22 janvier 2016 sur Global
- Belgique : 27 mai 2018 sur Club RTL

- États-Unis : 7,03 millions de téléspectateurs[5] (première diffusion)

- Bechir Sylvain (Kevin)
- John Schaffer (Jerry)
- Nate Smith (Doug)
- Jade Catta-Preta (Sarah)
- Chasty Ballesteros (Katie)
- Kaliko Kauahi (Jackie)
- B.J. Clinkscales (Guard)

### Épisode 4:Affaire de famille
- États-Unis : 28 janvier 2016 sur CBS
- Canada : 29 janvier 2016 sur Global
- Belgique : 27 mai 2018 sur Club RTL

- États-Unis : 6,76 millions de téléspectateurs[6] (première diffusion)

- Misty Monroe (Nancy)
- Ricardo Martinez (Dave)
- Brandon Box (Robert)
- Eddie Navarr (Male Patient)
- Michael D. Nye (Mr. Potter)
- Pilar Holland (Cute Girl)
- Guilford Adams (Delivery Guy)

### Épisode 5:Âmes sœurs
- États-Unis : 4 février 2016 sur CBS
- Canada : 5 février 2016 sur Global
- Belgique : 3 juin 2018 sur Club RTL

- États-Unis : 6,34 millions de téléspectateurs[7] (première diffusion)

- Brett Gelman (Lee)
- Ben Lawson (Darren)
- Ginger Gonzaga (Kelly)
- Constance Marie (Linda)
- Marcus Folmar (Reggie)
- Suzanne Whang (Woman)
- Daniel Leavitt (Hipster Guy)
- Adam Johnson (Homeless Man)

### Épisode 6:Probation angélique
- États-Unis : 2 juillet 2016 sur CBS[8]
- Belgique : 10 juin 2018 sur Club RTL

- États-Unis : 1,75 million de téléspectateurs[9] (première diffusion)

- David Denman (Evan)
- Jinhee Joung (Jenny)
- Drew Tarver (Oliver)
- Debra Wilson (Pam)
- Jon Huck (School Bus)
- Ely Henry (Troy)
- Donna Pieroni (Gertrude)

### Épisode 7:Ange gardien par intérim
- États-Unis : 2 juillet 2016 sur CBS
- Belgique : 17 juin 2018 sur Club RTL

- États-Unis : 1,58 million de téléspectateurs[9] (première diffusion)

- Greg Cromer (Travis)
- Laura Bell Bundy (Becky)
- Keisuke Hoashi (Host)
- Rasha Goel (Rachel)
- Winston Story (Husband)
- Staci Lynn Fletcher (Woman)

### Épisode 8:Le cobaye
- États-Unis : 9 juillet 2016 sur CBS
- Belgique : 24 juin 2018 sur Club RTL

- États-Unis : 2,08 millions de téléspectateurs[10] (première diffusion)

- Jonathan Togo (Gavin)
- Henry Zebrowski (Phillip)
- Greg Cromer (Travis)
- Phil Lewis (Walt)
- Constance Marie (Linda)
- Karla Mosley (Clara)
- Frank Crim (Eugene)
- Nick Steele (Hugh)
- Ashley Monique Clark (Waitress)

### Épisode 9:Premier baiser
- États-Unis : 9 juillet 2016 sur CBS
- Belgique : 8 juillet 2018 sur Club RTL

- États-Unis : 1,92 million de téléspectateurs[10] (première diffusion)

- Constance Marie (Linda)
- Brett Gelman (Lee)
- Jonathan Togo (Gavin)

### Épisode 10:Funsgiving
- États-Unis : 16 juillet 2016 sur CBS
- Belgique : 1er juillet 2018 sur Club RTL

- États-Unis : 1,76 million de téléspectateurs[11] (première diffusion)

- Diora Baird (Brandi)
- Emily Noelle Skinner (11-Year-Old Allison)
- Ian Gomez (Oyster King)
- Tava Smiley (Allison's Mom)
- Nick Jaine (Doctor)
- David Joyner (Security Clerk)

### Épisode 11:La reine de l'impro
- États-Unis : 16 juillet 2016 sur CBS
- Belgique : 15 juillet 2018 sur Club RTL

- États-Unis : 1,72 million de téléspectateurs[11] (première diffusion)

- Ginger Gonzaga (Kelly)
- Constance Marie (Linda)
- Christiann Castellanos (Izabella)
- David Anthony Salsa (Marcos)
- JoAnna Rhambo (Interviewer)
- John William Young (Bearded Clerk)
- Erin Cahill (Danielle)
- Federico Dordei (Melvin)
- Josh Robert Thompson (Morgan Freeman Impersonator)
- Kimmy Robertson (Tessa)
- Diedre Moore (Harpist)
- Gregory Santos (Spin Student #1)
- Myron McClure (Spin Student #2)
- Jennifer Aquino (Woman)

### Épisode 12:Croire ou ne pas croire, première partie
- États-Unis : 23 juillet 2016 sur CBS
- Belgique : 22 juillet 2018 sur Club RTL

- États-Unis : 1,85 million de téléspectateurs[12] (première diffusion)

- Frank Pacheco (Chris)
- Phill Lewis (Walt)
- Jon Huck (School Bus)
- Karla Mosley (Clara)
- Amanda Musso (Daphne)
- Jerry Kernion (Bob)
- Pam Murphy (Martha)
- Marcus Toji (Justin)
- Chrles Emmett (Gerald)
- Livia Trevino (Older Tourist)
- Fred Cross (Tourist #2)
- Byron Wallace (Backseat Kid)

### Épisode 13:Croire ou ne pas croire, deuxième partie
- États-Unis : 23 juillet 2016 sur CBS
- Belgique : 29 juillet 2018 sur Club RTL

- États-Unis : 1,67 million de téléspectateurs[12] (première diffusion)

- Ginger Gonzaga (Kelly)
- Constance Marie (Linda)
- Jon Dore (Hank)
- Johnny Kostrey (Egyed)
- Bryant Romo (Raphael)
- Diora Baird (Brandi)
- Gary Cole (Dr Williams)